# Павсекакий Богданов
Вижте пояснителната страница за други личности с името Богданов.
Виктор Константинович Богданов е руски журналист, телевизионен водещ и продуцент, представящ се с псевдонима Павсекакий Богданов за астролог, екстрасенс и народен лечител.

## Биография
Роден е в Грозни, Чечено-Ингушка АССР, Руска СФСР, СССР на 17 юли 1981 г. Поради Чеченския конфликт от 1990-те години семейството му се преселва в Курск, Русия, където той живее и понастоящем. Завършва (1997) в Курск средно училище с отличие. Веднага постъпва в медицински колеж (средно професионално училище след средно образование), факултет по лечебно дело, който завършва през 2003 г.
Работи като редактор в местни телевизии. Той е автор, продуцент и експерт в няколко телевизионни програми – „Россия 1“, „НТВ“, „Домашний“, „Първи канал“, REN TV, ТV3 и др. Обществен деец в Курск.
Известен е в Русия като личен астролог на звезди от шоубизнеса: Филип Киркоров, Алла Пугачова, Николай Басков, Ирина Аллегрова, Анастасия Волочкова и др.